# Файе, Амди
Амди Файе (фр. Amdy Faye; 12 марта 1977, Дакар) — сенегальский футболист. Играл на позиции полузащитника. Играл за французские клубы «Монако», «Фрежюс-Сен-Рафаэль», «Осер», английские «Портсмут», «Ньюкасл Юнайтед», «Чарльтон Атлетик», «Сток Сити», «Лидс Юнайтед» и шотландский «Рейнджерс».

## Международная карьера
Амди Файе попал в состав сборной Сенегала на Чемпионате мира 2002 года. Из 5-и матчей Сенегала на турнире Файе появился в стартовом составе команды лишь в двух: в третьей игре группового турнира против сборной Уругвая и во встрече 1/8 финала со Швецией. В игре с уругвайцами Файе появился на поле на 76-й минуте, заменив защитника Алассана Н’Дура. В матче со шведами Файе вышел в стартовом составе сборной Сенегала.

## Достижения
«Осер»
- Обладатель Кубка Франции: 2002/03

«Рейнджерс»
- Обладатель Кубка Шотландии: 2007/08